# Bassa Carniola

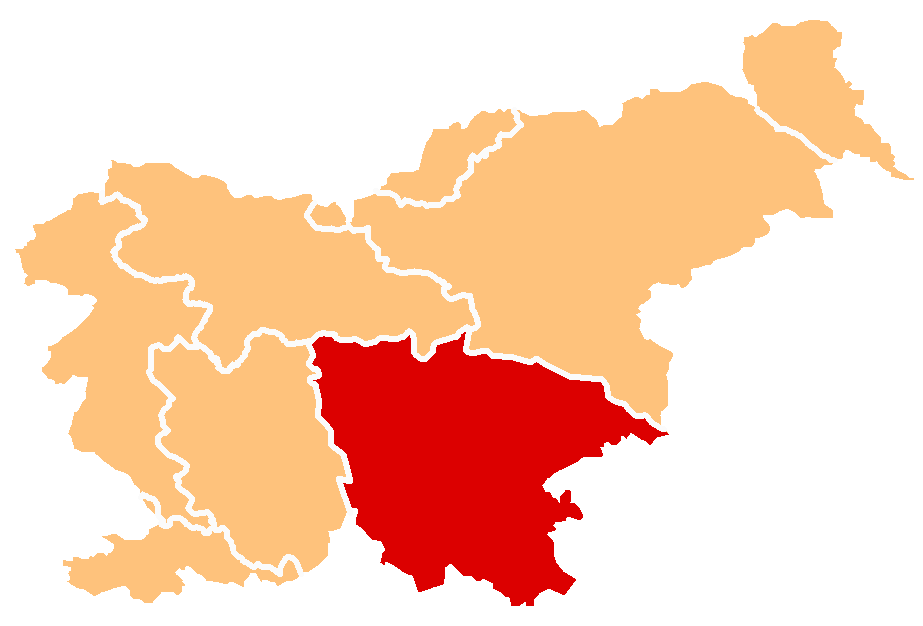
La Bassa Carniola in Slovenia

Bassa Carniola (in sloveno Dolenjska) è una delle regioni storiche della Slovenia. Fu parte dello storico territorio asburgico della Carniola. La regione della Carniola Bianca è spesso considerata una parte della Bassa Carniola. Il centro tradizionale della regione è Novo Mesto e le altre maggiori località sono Kočevje, Grosuplje, Krško, Trebnje, Črnomelj, Semič e Metlika.